# 닷선 GO
닷선 GO는 일본의 자동차 제조사인 닛산 자동차의 산하 브랜드인 닷선에서 판매하는 인도 시장용 소형 해치백이다.
| 구분                 | 1.2L HR12DE 가솔린 수동 | 1.2L HR12DE 가솔린 자동 |
| -------------------- | ----------------------- | ----------------------- |
| 전장 (mm)            | 3,785                   | 3,785                   |
| 전폭 (mm)            | 1,635                   | 1,635                   |
| 전폭 (mm)            | 1,485                   | 1,485                   |
| 축거 (mm)            | 2,450                   | 2,450                   |
| 승차 정원            | 5명                     | 5명                     |
| 변속기               | 수동 5단                | CVT                     |
| 서스펜션 (전/후)     | 맥퍼슨 스트럿/토션 빔   | 맥퍼슨 스트럿/토션 빔   |
| 브레이크 (전/후)     | 디스크/드럼             | 디스크/드럼             |
| 구동 형식            | 전륜 구동               | 전륜 구동               |
| 연료                 | 가솔린                  | 가솔린                  |
| 배기량 (cc)          | 1,198                   | 1,198                   |
| 최고 출력 (ps/rpm)   | 68/5,000                | 77/6,000                |
| 최대 토크 (kg*m/rpm) | 10.6/4,000              | 10.6/4,400              |

## 상세

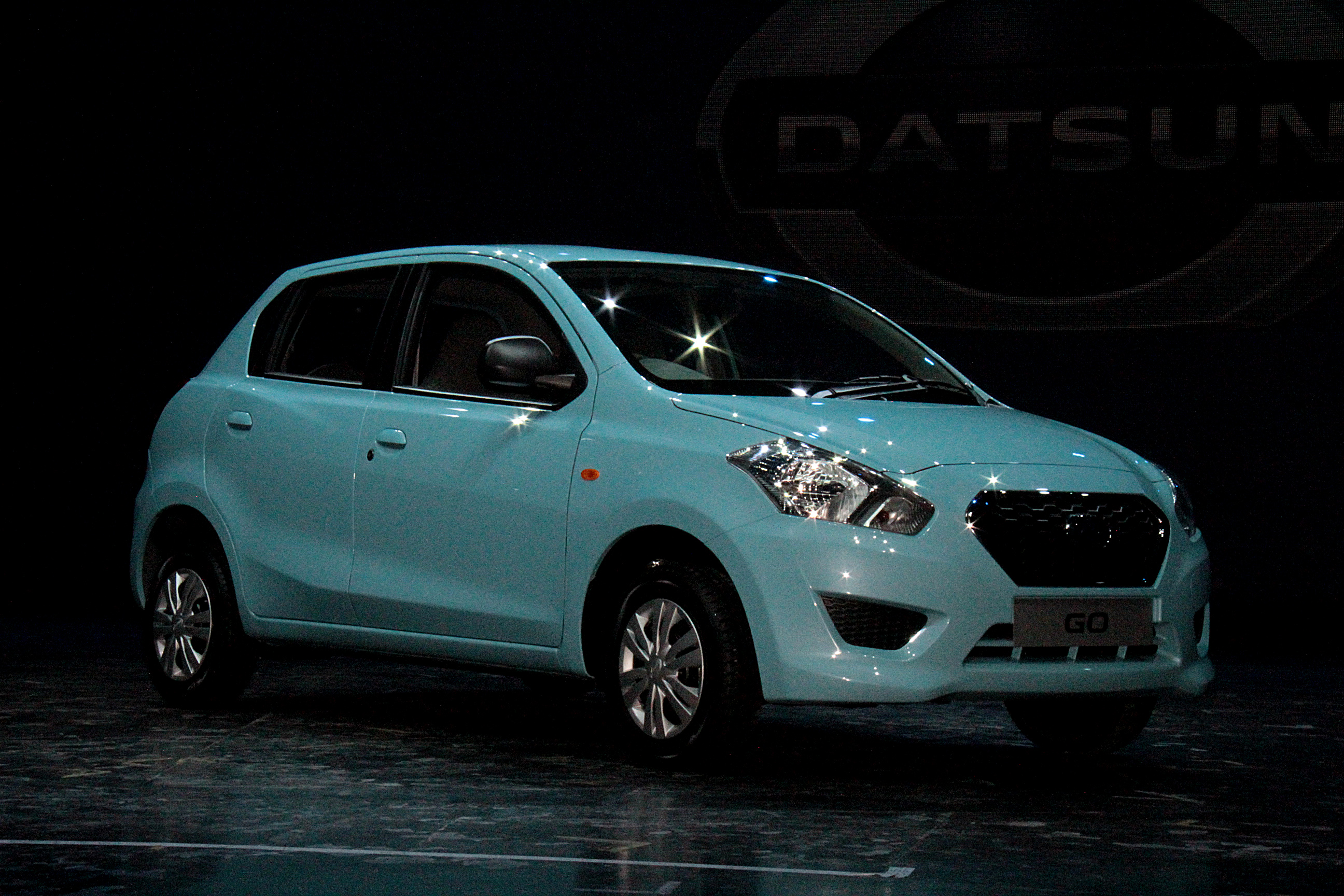
닷선 GO 정측면

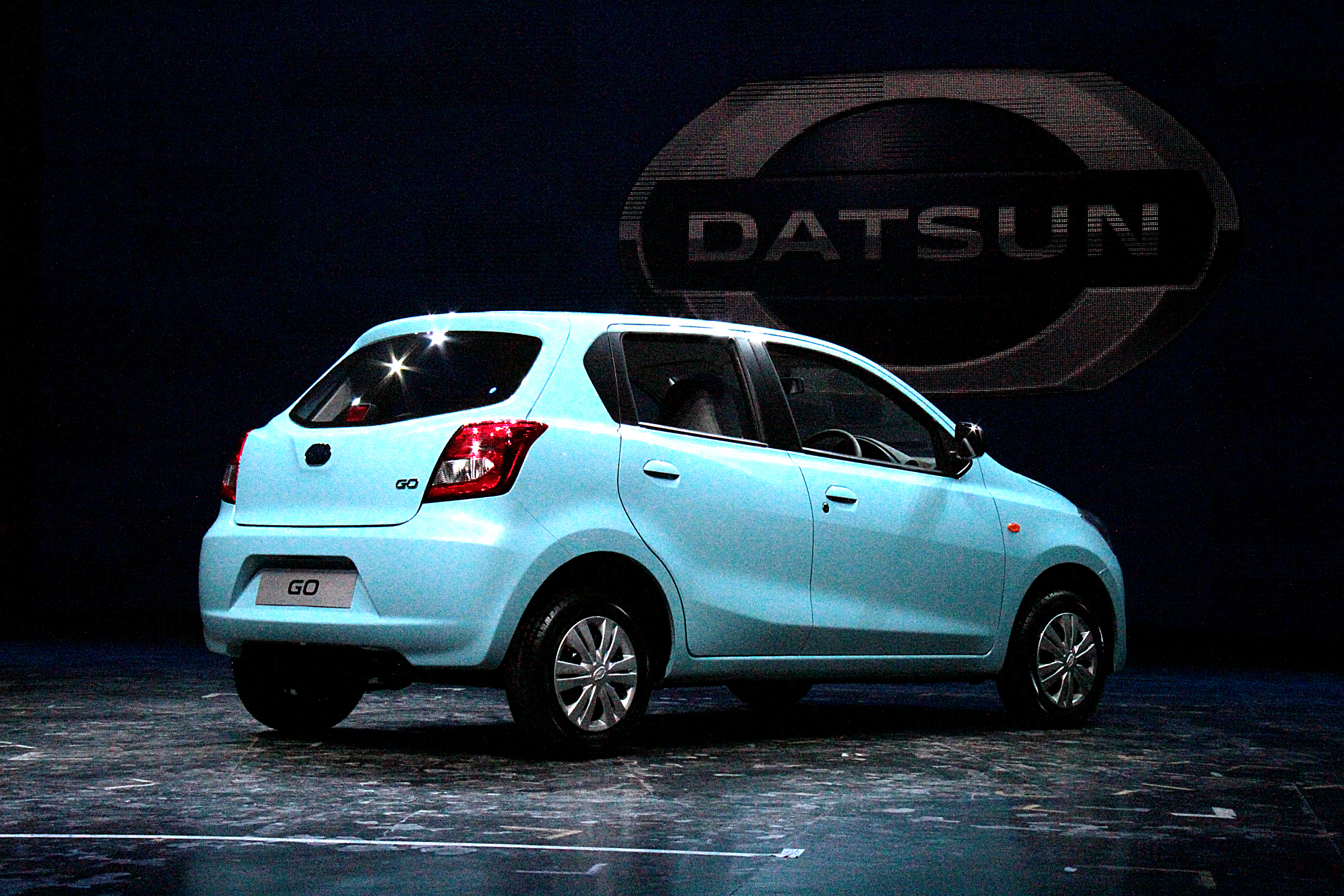
닷선 GO 후측면

2013년 7월 15일 닛산 자동차의 저가형 브랜드로 재출범한 닷선의 첫 번째 차종으로 공개되었고, 2014년 초에 인도에서 판매가 시작되었다. 인도네시아에서는 2013년 9월에 인도네시아 국제 모터쇼에서 GO와 MPV 사양인 GO+를 동시에 공개하였고, 2014년 중반에 판매를 시작하였다. 2014년 10월에는 남아프리카 공화국에서도 발매되었고, 2015년에는 인도네시아 시장에만 있었던 GO+를 인도에서도 판매하기 시작하였다. 2018년는 GO와 GO+가 페이스리프트를 거침과 동시에 파생형 크로스오버 모델인 크로스가 발매되었으며, 2020년에는 인도네시아 시장에서 단종되었다. 그리고 2022년에는 닛산이 닷선 브랜드를 폐지시키면서 단종되었다.

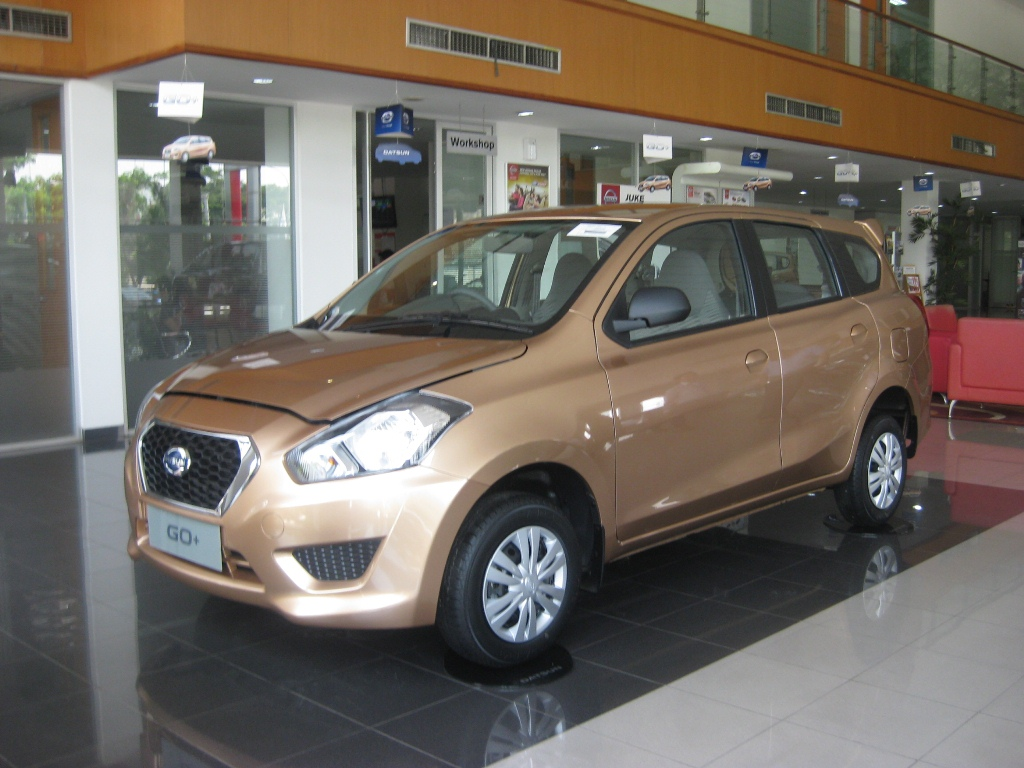
GO+ 정측면
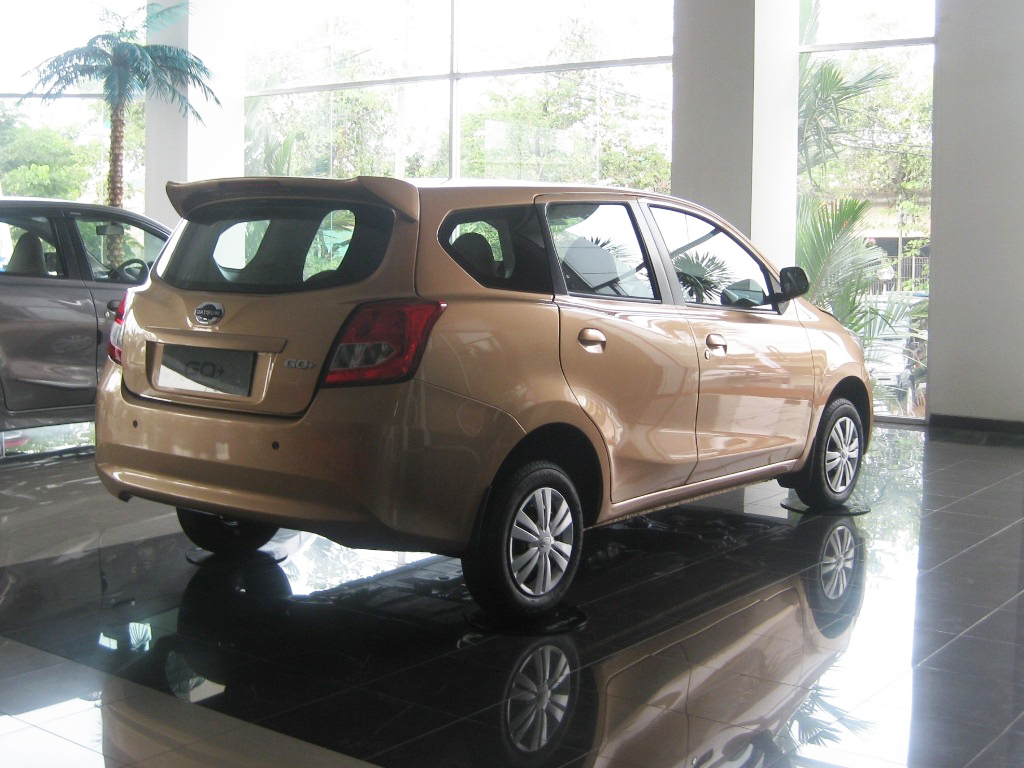
GO+ 후측면